# Runaway (chanson de Kanye West)
Pour les articles homonymes, voir Runaway.
Singles de Kanye West
Power
(2010) Monster
(2010)
Pistes de My Beautiful Dark Twisted Fantasy
Devil In a New Dress
(8) Hell Of a Life
(10)
Runaway est une chanson de Kanye West en duo avec Pusha T. C'est le second single extrait de l'album My Beautiful Dark Twisted Fantasy. Le rappeur l'a présenté durant sa performance aux MTV Video Music Awards le 12 septembre 2010 Il a ensuite été commercialisé sur iTunes et Amazon.com le 4 octobre 2010.

## Clip
Un teaser a été présenté aux MTV Video Music Awards. Le clip dure environ 35 minutes. Écrit par Hype Williams et réalisé par Kanye West, il raconte l'arrivée sur Terre d'une femme-phénix, jouée par le mannequin Selita Ebanks, que Kanye West trouve sur une route. Il la ramène chez lui, la présente à des amis, etc.
Le clip contient des extraits d'autres morceaux de l'album de Kanye West, qui s'enchaînent tout au long du film. On entend un extrait « rejoué » du single précédent de Kanye West, "Power".
La vidéo est présentée au public le 23 octobre 2010 sur MTV, BET et VH1.
Le clip-film est présent en DVD sur l'Édition Deluxe de l'album.

## Pochette
Le 21 septembre 2010, Kanye West présente la pochette du single de "Runaway", qui montre une danseuse en tutu. Le 1er octobre 2010, il dévoile une pochette alternative, dessinée par l'artiste américain George Condo.

## Samples
"Runaway" contient des samples du titre "Expo 83" de Backyard Heavies, du titre "The Basement" de Pete Rock & CL Smooth, du titre "God is in the Radio" de Queens of the Stone Age ainsi qu'un extrait du concert Live at Long Beach, CA’ 1981 de Rick James.

## Sortie
| Pays        | Format         | Date             |
| ----------- | -------------- | ---------------- |
| États-Unis  | Téléchargement | 4 octobre 2010   |
| États-Unis  | Radio          | 5 octobre 2010   |
| Royaume-Uni | Téléchargement | 14 novembre 2010 |

## Classement
Le titre a débuté à la 95e place du classement Hot R&B/Hip-Hop Songs du magazine Billboard.
| Classement (2010)                            | Meilleure position |
| -------------------------------------------- | ------------------ |
| Australie ARIA Urban Top 40                  | 49                 |
| Canada (Hot 100)                             | 13                 |
| Danemark (Tracklisten)                       | 40                 |
| Suède (Sverigetopplistan)                    | 28                 |
| États-Unis (Billboard Hot 100)               | 12                 |
| États-Unis (Billboard Hot R&B/Hip-Hop Songs) | 30                 |
| États-Unis (Billboard Rap Songs)             | 9                  |